# Limnophora latevittata
Limnophora latevittata är en tvåvingeart som beskrevs av Johann Andreas Schnabl och Dziedzicki 1911. Limnophora latevittata ingår i släktet Limnophora och familjen husflugor. Inga underarter finns listade i Catalogue of Life.